# رابرت والد
رابرت والد (به انگلیسی: Robert M. Wald) ‏ فیزیک‌دان آمریکایی در دانشگاه شیکاگو است. زمینه کاری او نسبیت عام می‌باشد. در سال ۱۹۸۴ متن درسی مهمی راجع به نسبیت عام نوشت.